# Acacia aulacocarpa
Acacia aulacocarpa é uma espécie de leguminosa do gênero Acacia, pertencente à família Fabaceae.